# 有馬氏房
有馬 氏房（ありま うじふさ）は、江戸時代中期の大名。伊勢西条藩の第4代藩主。氏倫系有馬家4代。

## 生涯
第2代藩主有馬氏久の次男として生まれる。父の跡を継いでいた養子の先代藩主氏恒が宝暦10年（1760年）2月に早世したため、その養子として跡を継いだ。同年4月9日、正式に遺領を継ぐことが認められ、4歳で藩主となった。安永元年（1772年）3月15日、将軍徳川家治に初謁を果たすも、安永2年（1773年）閏3月20日に17歳で死去した。
氏房の跡は、縁戚の信濃飯田藩堀家から氏恒の甥の氏恕が末期養子として入って継いだ。

## 系譜
父母
- 有馬氏久（実父）
- 有馬氏恒（養父）

養子
- 有馬氏恕 - 堀親長の次男